# Atletismo nos Jogos Pan-Americanos de 1995 - Lançamento de martelo masculino
A prova do lançamento de martelo masculino nos Jogos Pan-Americanos de 1995 foi realizada em 25 de março no Estádio Atlético "Justo Roman".

## Medalhistas
| Ouro                          | Prata                    | Bronze                        |
| Lance Deal USA Estados Unidos | Alberto Sánchez CUB Cuba | Andrés Charadía ARG Argentina |

## Final
| Posição           | Nome             | Nacionalidade      | Marca | Notas |
| ----------------- | ---------------- | ------------------ | ----- | ----- |
| Medalha de ouro   | Lance Deal       | USA Estados Unidos | 75.64 |       |
| Medalha de prata  | Alberto Sánchez  | CUB Cuba           | 73.94 |       |
| Medalha de bronze | Andrés Charadía  | ARG Argentina      | 71.78 |       |
| 4                 | Yosvany Suárez   | CUB Cuba           | 71.44 |       |
| 5                 | Guillermo Guzmán | MEX México         | 69.84 |       |
| 6                 | James Driscoll   | USA Estados Unidos | 68.38 |       |
| 7                 | Adrián Marzo     | ARG Argentina      | 68.38 |       |